# جربیل هندی
 جِربیل هندی(نام علمی: Tatera indica) نام یک گونه از زیرخانواده جربیل است. 
جربیل هندی یکی از جوندگان کوچک جثه‌ی ایران است که بیش تر در مناطق بیابانی و خشک زندگی می‌کند. این جونده‌ی کوچک هم از مواد گیاهی و هم از جانوران تغذیه می‌کند و عمق لانه‌ی خود را با توجه به فصل،تغییر می‌دهد.

## ظاهر
طول بدن جربیل هندی ۱۳۵ تا ۱۹۰ میلی‌متر، دمش یک و نیم برابر طول بدن و وزنش ۱۰۰ تا ۲۲۵ گرم است.
بدن جربیل هندی با خزهای کلفت پوشیده شده‌است. دم جربیل هندی بلند و پوشیده شده از موهای نازک است، اما یک دسته موی سیاه‌رنگ در انتهای دمش دارد. کف پایش بدون موست و رنگ‌دانه دارد. گوش‌های این پستاندار بدون مو و کشیده و بدنش به رنگ قرمز آجری تا حنایی است.   

## زیست

### پراکنش و زیست‌گاه
جربیل هندی در هندوستان، سریلانکا، پاکستان، سوریه، افغانستان و نپال پراکنده است. در ایران، در خراسان، سیستان و بلوچستان، هرمزگان، کرمان، فارس، اصفهان و خوزستان زندگی می‌کند.
جربیل‌ها جایی زندگی می‌کنند که بتوانند در خاک آن، تونل‌های زیرزمینی حفر کنند؛ زمین‌های شنی، علف‌زارها، زمین‌های کشاورزی و مناطق خشک. اما در مناطق به‌شدت خشک یا مناطقی با دما و بارش سالانه‌ی کم دیده نمی‌شوند.

#### لانه
جربیل هندی شب گرد است و معمولاً از لانه‌ی زیرزمینی خود زیاد دور نمی‌شود. جربیل‌های هندی زندگی گروهی منسجمی ندارند و هر جربیل هندی به تنهایی در یک لانه زندگی می‌کند، مگر آنکه فرزندانی داشته باشد و در حال مراقبت از آن‌ها باشد. این حیوان از تونل‌های زیرزمینی برای استراحت، ذخیره‌ی مواد غذایی و خواب استفاده می‌کند. عمق این لانه‌ها به نوع و بافت خاک و فصل بستگی دارد. شکل ظاهری لانه‌ی جربیل هندی ساده و به شکل Y است. یعنی در بالا دو در ورودی روی سطح زمین دارد و بعد یک راهرو در عمق زمین حفر می‌شود. این حیوان عمق لانه‌ی خود را با توجه به فصل تغییر می‌دهد. در زمستان‌ها، در عمق حدود ۳۵ سانتی‌متری زمین زندگی می‌کند و در فصل تابستان، عمق آن را ۴۵ تا ۵۰ سانتی‌متر افزایش می‌دهد تا از سطح زمین دورتر باشد و خود را از گرمای سطح زمین حفظ کند.

#### تغذیه
جربیل هندی از گیاهان علفی، برگ، دانه‌ها و ریشه‌های گیاهان، لارو و خود حشره‌ها و جوجه‌ی  پرندگانی که روی خاک آشیانه دارند، تغذیه می‌کند.

### زادآوری
جربیل‌های هندی در سراسر سال، به‌خصوص در ماه‌های بهمن، تیر، مرداد و آبان بچه می‌زایند. دوره‌ی بارداری جربیل هندی ماده ۲۱ تا ۳۰ روز است و در هر بار زایمان می‌تواند ۱ تا ۱۰ فرزند به‌دنیا بیاورد. اما به‌طور معمول تعداد فرزندانش ۵ تا ۶ عدد است. 
نوزادان در هنگام تولد چشم‌هایشان بسته است و فقط ۳ گرم وزن دارند. مادر وظیفه‌ی مراقبت از فرزندان را تا زمانی که به استقلال برسند، به عهده دارد.

## نقش جربیل هندی در طبیعت
جربیل هندی با تغذیه از دانه‌های گیاهان و دفع آن‌ها در مناطق دیگر، به پراکنش بذر این گیاهان کمک می‌کند. این حیوان غذای بسیاری از حیوانات مانند جغد، شغال، روباه، مار، بزمجه، پرندگان شکاری و گربه‌های وحشی است.